# Biechów (Opole)
Pour les articles homonymes, voir Biechów.
Biechów est une localité polonaise de la gmina de Pakosławice, située dans le powiat de Nysa en voïvodie d'Opole.